# (202421) 2005 UQ513

(202421) 2005 UQ513은 고전적 카이퍼대 천체이다. 마이클 E. 브라운 연구팀이 발견했다. 절대등급 +3.4의 큐비원족이다.

## 같이 보기
- 중력적으로 둥근 태양계 천체 목록